# Winston-Salem Cycling Classic Women
La Winston-Salem Cycling Classic est une course cycliste féminine d'abord d'un jour, créée en 2014. Elle fait partie du calendrier de l'Union cycliste internationale en catégorie 1.1. Elle est courue en parallèle d'une épreuve masculine.

## Palmarès
| Année | Vainqueur        | Deuxième             | Troisième       |
| ----- | ---------------- | -------------------- | --------------- |
| 2014  | Shelley Olds     | Joëlle Numainville   | Eugenia Bujak   |
| 2015  | Alena Amialiusik | Amber Neben          | Lauren Komanski |
| 2016  | Rossella Ratto   | Valentina Scandolara | Coryn Rivera    |
| 2017  | Lauren Stephens  | Leah Thomas          | Lauretta Hanson |
| 2018  | Lily Williams    | Arlenis Sierra       | Diana Peñuela   |
| 2019  | Leigh Ann Ganzar | Arlenis Sierra       | Chloé Dygert    |